# ヘンリー・リピット
ヘンリー・リピット（Henry Lippitt、1818年10月9日 - 1891年6月5日）は、アメリカの実業家、政治家。

## 家族
ウォーレン・リピットとエリザ（・シーマンズ）・リピットの息子で、メアリー・アン・バルチと結婚した。息子チャールズ・リピット、ヘンリー・F・リピットや孫フレデリック・リピット、曾孫ジョン・チェイフィー、玄孫リンカーン・チェイフィーなど、子孫から多くの政治家が出た。

## 経歴
リピット羊毛社社長で、ハノラ工場、ウーンソケットのソーシャル工場など沢山の織物工場を所有していた。ロードアイランド州貯蓄銀行副頭取、ロードアイランド州国法銀行頭取を務めた。ロードアイランド州知事も務めている。

## 自宅
自宅はプロビデンス東部にヘンリー・リピット知事邸として残っている。1865年に完成し、1976年にアメリカ合衆国国定歴史建造物に指定され、1981年にリピット家からロードアイランド州に寄贈された。